# Xã Gudrid, Quận Lake of the Woods, Minnesota
Xã Gudrid (tiếng Anh: Gudrid Township) là một xã thuộc quận Lake of the Woods, tiểu bang Minnesota, Hoa Kỳ. Năm 2010, dân số của xã này là 219 người.